# Guillaume Vergniaud
Pour les articles homonymes, voir Vergniaud.
Guillaume, Henri Vergniaud, né le 2 février 1761 à Magnac-Bourg et mort le 13 juin 1844 à Limoges, est un homme politique français de la Révolution. Député sous le Directoire et le Consulat, il est le fils d'un cousin issus de germain du conventionnel Pierre Victurnien Vergniaud.

## Jeunesse et formation
Né à Magnac-Bourg, Guillaume Vergniaud étudie le droit et est reçu comme avocat au parlement de Bordeaux le 1er juin 1786.

## Carrière politique
Après s'être installé à Saint-Domingue, il se rallie à la Révolution et est élu sénéchal du Cap-Français. Compromis par l'exécution de son cousin, Pierre Victurnien Vergniaud, membre influent du parti girondins, il est arrêté en 1793, condamné à la déportation puis réhabilité.
Il est élu, le 22 germinal an V, député de Saint-Domingue au conseil des Cinq-Cents, par 48 voix sur 73 votants, et s'y exprime peu. 
Rallié au coup d'État du 18 brumaire, il bénéficie de la notoriété de son cousin pour être nommé député de la Haute-Vienne au nouveau Corps législatif. Il est compris parmi les députés épurés en l'an X et cesse sa carrière politique.